# Przeciwpancerny pocisk kierowany

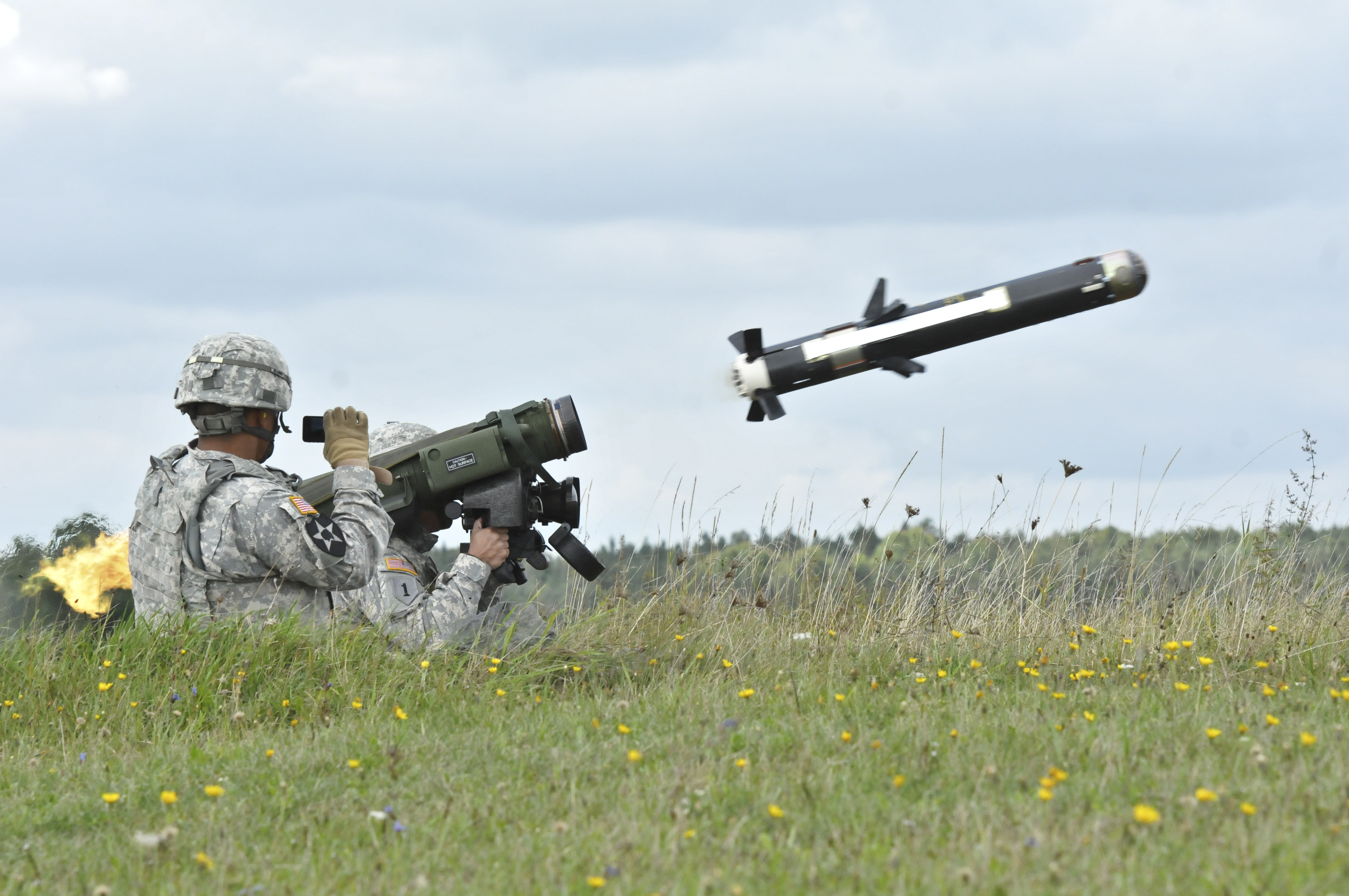
Przeciwpancerny pocisk kierowany (wystrzelenie pocisku FGM-148 Javelin)

Przeciwpancerny pocisk kierowany (ppk) – pocisk rakietowy służący do niszczenia czołgów i innych wozów bojowych przeciwnika.
W zwalczaniu pojazdów pancernych na dużych odległościach najbardziej efektywną i elastyczną bronią są przeciwpancerne pociski kierowane. Odpalane mogą być one ze śmigłowców, wyrzutni na pojazdach bojowych oraz przenośnych, a ich zasięg zawiera się w zakresie od 1000 do 10 000 m. Ze względu na zastosowanie układów kierowania/samonaprowadzania nie jest to broń tania, ale cechująca się za to bardzo wysokim prawdopodobieństwem zniszczenia celu, przekraczającym 90%.

## Generacje ppk
Pociski kierowane mogą być naprowadzane ręcznie – przez operatora (pierwsza generacja) lub półautomatycznie (druga generacja). Komendy sterujące wysyłane są do pocisku przewodem lub drogą radiową. Bardziej zaawansowane systemy mogą używać lasera lub kamery termowizyjnej umieszczonej w pocisku do śledzenia celu. Istnieją również zaawansowane modele trzeciej generacji działające w systemie „wystrzel i zapomnij”.
Wyprodukowane około 1960 pociski przeciwpancerne pierwszej generacji były naprowadzane przewodowo. Operator określał kierunek celu, a po odpaleniu pocisku sterował jego lotem za pomocą dźwigni sterowniczej. Warunkiem trafienia była widoczność w celowniku celu i pocisku. System ten otrzymał angielską nazwę – Manual Command to Line of Sight. Pociski te posiadały dość dużą strefę martwą (od 300 do 800 m), a czas naprowadzania wynosił nawet 25 sekund. W latach późniejszych montowano ppk na lekkich, zwrotnych i szybkich pojazdach opancerzonych i śmigłowcach. Prawdopodobieństwo trafienia pocisków pierwszej generacji, w sprzyjających warunkach i bez zakłóceń, sięgało około 80%.
Pociski przeciwpancerne drugiej generacji pojawiły się na początku lat 70. XX wieku. Posiadają półautomatyczny system kierowania SACLOS (Semi-Automatic Command to Line of Sight). Operator określa kierunek celu i utrzymuje znak celowniczy na celu do chwili uderzenia pocisku w cel. Prawdopodobieństwo trafienia wzrosło do 90–95%. Wyeliminowano strefę martwą, uzyskano większą prędkość pocisku, skracając czas jego dolotu do celu. Funkcja operatora sprowadza się do precyzyjnego ustawienia celownika i utrzymywania go na celu przez cały czas lotu pocisku.
W przypadku pocisków trzeciej generacji (LACLOS) zadaniem operatora jest wykrycie celu, wycelowania i odpalenie pocisku, który wyposażony w odpowiednie czujniki automatycznie naprowadza się na cel i niszczy go. Obowiązuje zasada „wyceluj, odpal i zapomnij”. W tej generacji wyróżnia się dwie grupy pocisków. Pierwszą stanowią pociski naprowadzane wiązką laserową, wymagające ciągłego oświetlania celu promieniowaniem laserowym. Wystrzelony pocisk przechwytuje promienie odbite od celu i na tej podstawie leci do celu. W tym wypadku ciągle jeszcze występuje konieczność stałego opromieniowywania celu. Pociski drugiej grupy to pociski poszukujące, wyposażone w głowice samonaprowadzające się, pracujące na podczerwień lub na falach milimetrowych. Działanie głownie typu pasywnego jest oparte na pomiarze kontrastów temperatury między metalowym celem a jego tłem.

## Środki obrony przed ppk
- stosowanie pancerza wielowarstwowego lub pancerza reaktywnego,
- urządzenia zakłócające (np. rosyjska Sztora, polski Obra-3)
- systemy obrony aktywnej (np. rosyjski Drozd lub Arena, izraelski TROPHY).

Pociski wystrzeliwane z granatników przeciwpancernych (jak np. Bazooka), nie są zaliczane do ppk ze względu na brak systemu naprowadzania.